# Bisbat d'Utrecht

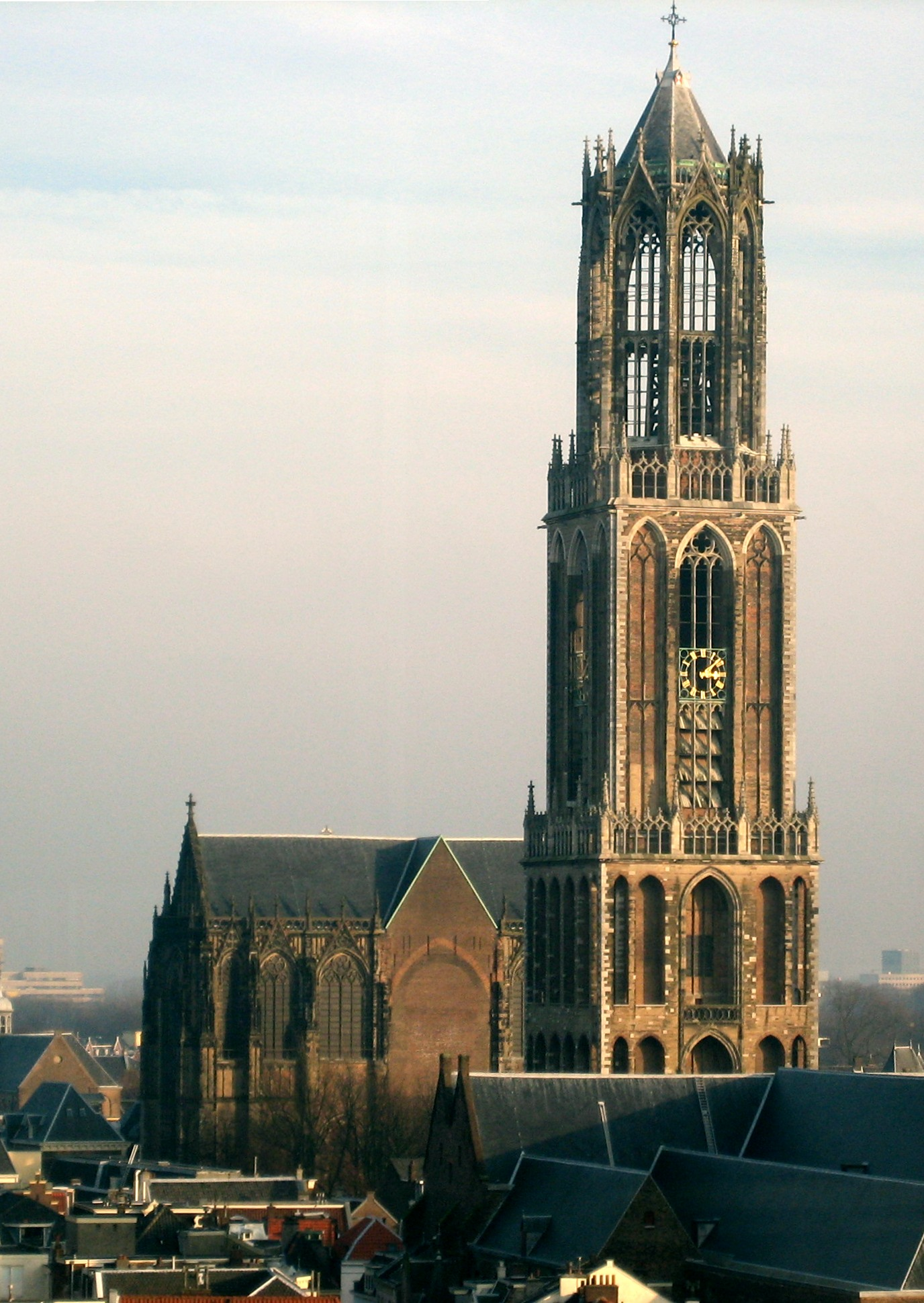
La torre de la catedral d'Utrecht. La catedral va ser la seu del bisbat fins al 1580, quan fou lliurada als calvinistes.

El bisbat d'Utrecht és un bisbat catòlic creat el 696 pel papa Sergi I (efectiu el 703) i que depenia de l'arquebisbat de Colònia (Cambrai era sufragània de Reims). El territori comprenia gairebé tots els Països Baixos del nord (excepte Zelanda, i parts de Groningen, Frísia i Gueldre oriental). A partir del segle x, junt amb el bisbat de Cambrai i el bisbat de Lieja formava els tres bisbats de la Baixa Lotaríngia.
Del 1024 al 1528, el bisbe d'Utrecht tenia també poders terrenals a una part del bisbat (vegeu: senyoria d'Utrecht). Aquest principat bisbal era un feu del Sacre Imperi Romanogermànic.
El 1528, revoltatada la població, el bisbe Enric II de Baviera va vendre el bisbat a l'emperador Carles V del Sacre Imperi Romanogermànic i això va acabar amb el domini temporal dels bisbes. No obstant el bisbat va subsistir com a jurisdicció catòlica.
El 1559, Felip II de Castella va reorganitzar la subdivisió eclesiàstica del territori i va crear l'arquebisbat d'Utrecht junt amb cinc bisbats nous: Deventer, Haarlem, Ljouwert, Groningen i Middelburg.
El 1580, quan els protestants prohibiren el catolicisme, l'arquebisbat es va abolir de fet, tot i que Felip II de Castella va intentar dues vegades d'hi anomenar un arquebisbe nou. De 1592 a 1853 el territori sense bisbe passà, quant a l'administració de l'església catòlica sota la juridicció del vicari apostòlic de la missió d'Holanda.
La constitució dels Països Baixos de 1848 va garantir la llibertat de religió i l'establiment de bisbats catòlics. El 1853 fou creat un nou arquebisbat catòlic a Utrecht.

## Bisbes d'Utrecht
- 696 - 739: Willibrord d'Utrecht
- 739 - 752: Wiro d'Utrecht
- 753 - 755: Eoban
- 755 - 775: Gregori
- 775 - 784: Alberic d'Utrecht
- 785 - 791: Teodor d'Utrecht
- 790 - 806: Hamacar
- 806 - c.815: Ricfried
- c.815/816 - 838: Frederic d'Utrecht
- 838 - 845: Alberic II d'Utrecht
- 846 - 847/848 : Eginhard d'Utrecht
- 847 - 854: Liudger d'Utrecht
- 854 - 866: Hunger d'Utrecht
- 870 - 899: Adalbold I d'Utrecht
- 900 - 917: Radboud d'Utrecht
- 918 - 977: Balderic d'Utrecht
- 977 - 990: Folcmar d'Utrecht
- 990 - 995: Balduí I d'Utrecht
- 995 - 1010: Ansfried
- 1010 - 1026: Adalbold
- 1027 - 1054: Bernold d'Utrecht
- 1054 - 1076: Guillem I d'Utrecht
- 1076 - 1099: Conrad d'Utrecht
- 1099 - 1112: Bucard de Lechsgemünd
- 1113 - 1128: Godebald d'Utrecht
- 1128 - 1138: Andreu de Cuijk
- 1138 - 1150: Hartbert de Bierum
- 1152 - 1156: Herman de Hoorn
- 1156 - 1178: Godofreu de Rhenen
- 1178 - 1196: Balduí II d'Holanda
- 1196 - 1198: Arnold d'Isenburg
- 1198 - 1198: Thierry I d'Holanda (elegit al mateix temps que l'anterior)
- 1198 - 1212: Thierry II de Nuenar
- 1213 - 1215: Otó I de Gueldre
- 1215 - 1228: Otó II de Lippe
- 1228 - 1235: Wilbrand d'Oldenburg
- 1235 - 1249: Otó III d'Holanda
- 1249 - 1250: Godwin II d'Amstel (deposat)
- 1250 - 1267: Enric de Vianden
- 1267 - 1290: Joan de Nassau (elegit, no consagrat; renuncia per orde del papa).
- 1291 - 1296: Joan II de Zyrick o Sirk (transferit a Toul).
- 1296 - 1301: Guillem II de Mechelen
- 1301 - 1317: Guiu d'Avesnes
- 1317 - 1322 : Frederic de Sirk
- 1322 - 1322 : Jaume d'Oudshoorn
- 1322 - 1341: Joan III de Diest
- 1341 - 1341: Nicolas Capocci o de Caputiis (renuncia al mateix any del nomenament).
- 1342 - 1364: Joan d'Arkel o Joan IV (transferit a Lieja el 1364).
- 1364 - 1371: Joan V de Virneburg (abans bisbe de Münster).
- 1371 - 1378: Arnold d'Horne promogut príncep-bisbe del Principat de Lieja.
- 1379 - 1393: Florenci de Wevelinghoven (abans bisbe de Munster. Renald de Vianen li fou oposat pel papa d'Avinyó Climent VII no va poder sosternir-se.
- 1393 - 1423: Frederic III de Blankenheim (abans bisbe d'Estrasburg).
- 1425 - 1433: Zweder de Culemborg (deposat)
- 1432 - 1456: Rodolf de Diepholt
- 1456 - 1457: Gilbert de Brederode (renuncià).
- 1457 - 1494: David de Borgonya (abans bisbe de Thérouanne)
- 1496 - 1517: Frederic IV de Baden
- 1517 - 1524: Felip de Borgonya (bisbe)
- 1524 - 1529: Enric del Palatinat

### Bisbes no sobirans
- 1529 - 1534: Willem van Enckenvoirt (abans bisbe de Tortosa)
- 1534 - 1559: Jordi d'Egmond

## Arquebisbes (no sobirans)
- 1559 - 1580: Frederic Schenck de Tutenburg
- 1580 - 1592: Herman van Rennenberg (no entronitzat a causa de la Reforma)
- 1592 - 1600: Jan van Bruhesen (no entronitzat a causa de la Reforma)

### Arquebisbes des de la restauració de la seu
- 1853 - 1868: Johannes Zwijsen
- 1868 - 1882: Andreas Ignatius Schaepman
- 1883 - 1895: Petrus Matthias Snickers
- 1895 - 1929: Henricus van de Wetering
- 1930 - 1936: Johannes Henricus Gerardus Jansen
- 1936 - 1955: Johannes de Jong
- 1955 - 1975: Bernardus Johannes Alfrink
- 1975 - 1983: Johannes Gerardus Maria Willebrands
- 1983 - 2007: Adrianus Johannes Simonis
- 2007 - : Willem Jacobus Eijk